# Faixa amb gap baixista
Faixa amb gap baixista o Tasuki amb gap baixista (en anglès: Bearish Downside Tasuki Gap) és un patró d'espelmes japoneses que, malgrat l'espelma blanca llarga, indica continuïtat de la tendència baixista doncs l'espelma blanca és solament una presa de beneficis. És una variant, poc freqüent, del Triple formació amb gap baixista però sense omplir el gap baixista previ.

## Criteri de reconeixement
1. La tendència prèvia és baixista
2. Es formen dues espelmes negres, amb un fort gap baixista entre elles
3. Al tercer dia es forma una espelma blanca llarga, que obra en el cos de l'anterior i no omple totalment el gap previ

## Explicació
La Faixa amb gap baixista és un patró que apareix enmig d'una tendència baixista. Les dues espelmes negres indiquen que la tendència és baixista, i el fort gap baixista evidencia que aquesta és forta. Tot i així el tercer dia s'obre per sobre de l'anterior i es forma un espelma blanca, però que no omple completament el gap previ. Si la tendència anterior era fortament baixista i s'havia produït sobrevenda, la presa de beneficis que representa l'espelma blanca tan sols serà un intermedi en aquesta tendència. Al no omplirt-se completament el gap baixista previ, aquest es converteix en una bona resistència.

## Factors importants
És important comprovar que no es produeix un augment significatiu del volum en l'espelma blanca. És imprescindible que el gap baixista format no sigui omplert en cap moment, de manera que actua com a poderosa resistència. Malgrat la força dels bears i la presa de beneficis, se suggereix esperar l'endemà per confirmar la continuació de la tendència en form d'espelma negra amb tancament inferior o obertura amb gap baixista.